# Dexiarchia
Sous-ordre
Les Dexiarchia forment un sous-ordre de mollusques de l'ordre des nudibranches, le second étant celui des Euctenidiacea. 
Depuis 2017, ce groupe tend à être remplacé dans les classifications par celui des Cladobranchia.

## Classification
Selon World Register of Marine Species (13 novembre 2013), prenant pour base la taxinomie de Bouchet & Rocroi (2005), on compte 33 familles, dont 24 sont réparties en quatre infra-ordres et 9 sont incertae sedis :
| - infra-ordre Aeolidida Cuvier, 1798 - super-famille Aeolidioidea Gray, 1827 - Aeolidiidae Gray, 1827 - Facelinidae Bergh, 1889 - Glaucidae Gray, 1827 - Piseinotecidae Edmunds, 1970 - Unidentiidae Millen & Hermosillo, 2012 - super-famille Fionoidea Gray, 1857 - Calmidae Iredale & O'Donoghue, 1923 - Eubranchidae Odhner, 1934 - Fionidae Gray, 1857 - Pseudovermidae Thiele, 1931 - Tergipedidae Bergh, 1889 - super-famille Flabellinoidea Bergh, 1889 - Flabellinidae Bergh, 1889 — dont Babakinidae Gosliner et al., 2007 - Notaeolidiidae Eliot, 1910 | - infra-ordre Dendronotida Odhner, 1934 - super-famille Tritonioidea Lamarck, 1809 - Aranucidae Odhner, 1936 - Bornellidae Bergh, 1874 - Dendronotidae Allman, 1845 - Hancockiidae MacFarland, 1923 - Lomanotidae Bergh, 1890 - Phylliroidae Menke, 1830 - Scyllaeidae Alder & Hancock, 1855 - Tethydidae Rafinesque, 1815 - Tritoniidae Lamarck, 1809 - infra-ordre Euarminida Odhner, 1939 - super-famille Arminoidea Rafinesque, 1814 - Arminidae Iredale & O'Donoghue, 1923 - Doridomorphidae Marcus & Marcus, 1960 | - infra-ordre Pseudoeuctenidiacea Tardy, 1970 - super-famille Doridoxoidea Bergh, 1900 - Doridoxidae Bergh, 1899 - sans infra-ordre attribué : - Charcotiidae Odhner, 1926 - Dironidae Eliot, 1910 - Dotidae Gray, 1853 - Embletoniidae Pruvot-Fol, 1954 - Goniaeolididae Odhner, 1907 - Heroidae J. E. Gray, 1857 - Madrellidae Preston, 1911 - Pinufiidae Marcus & Marcus, 1960 - Proctonotidae Gray, 1853 |

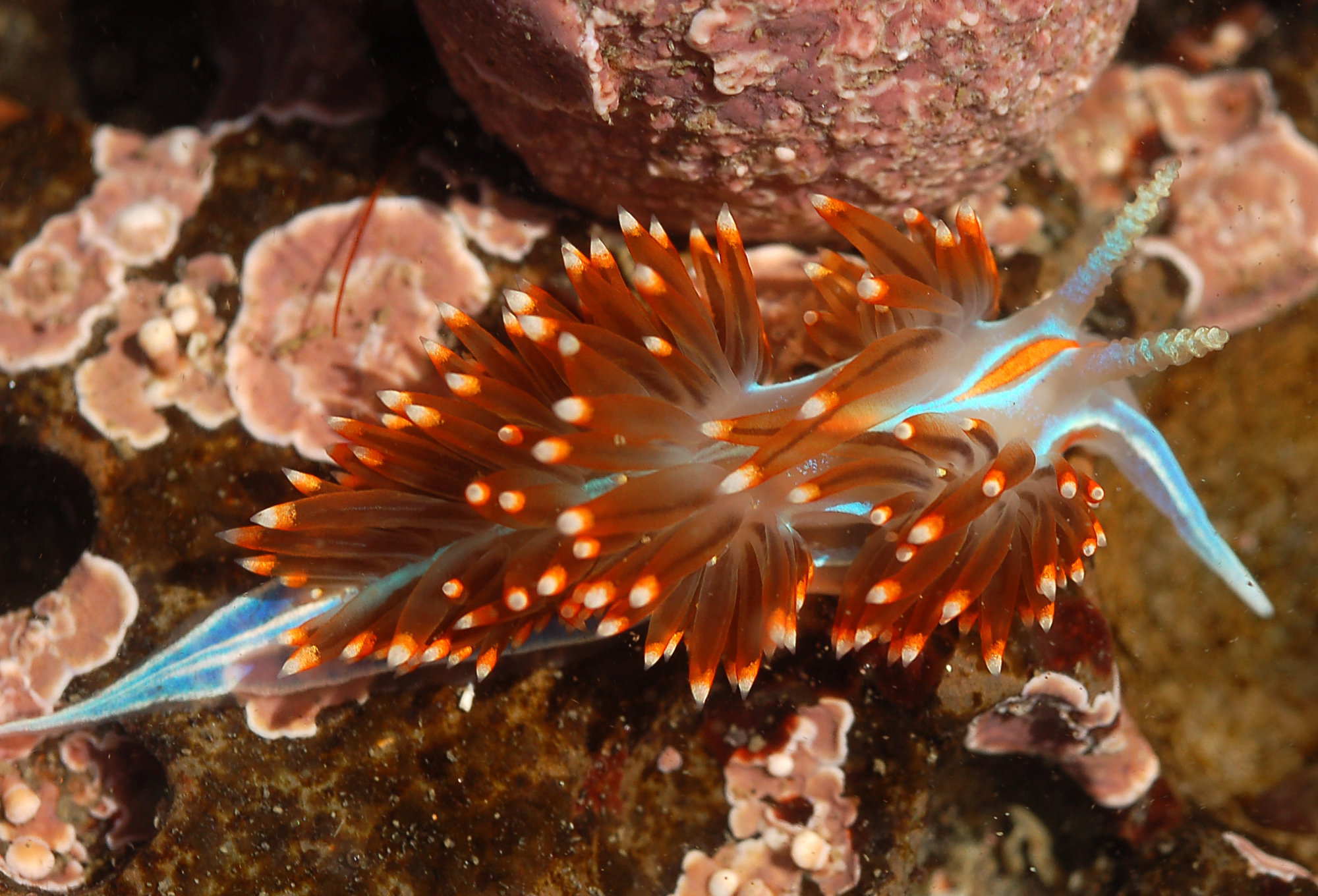
Hermissenda crassicornis, un Aeolidioidea.
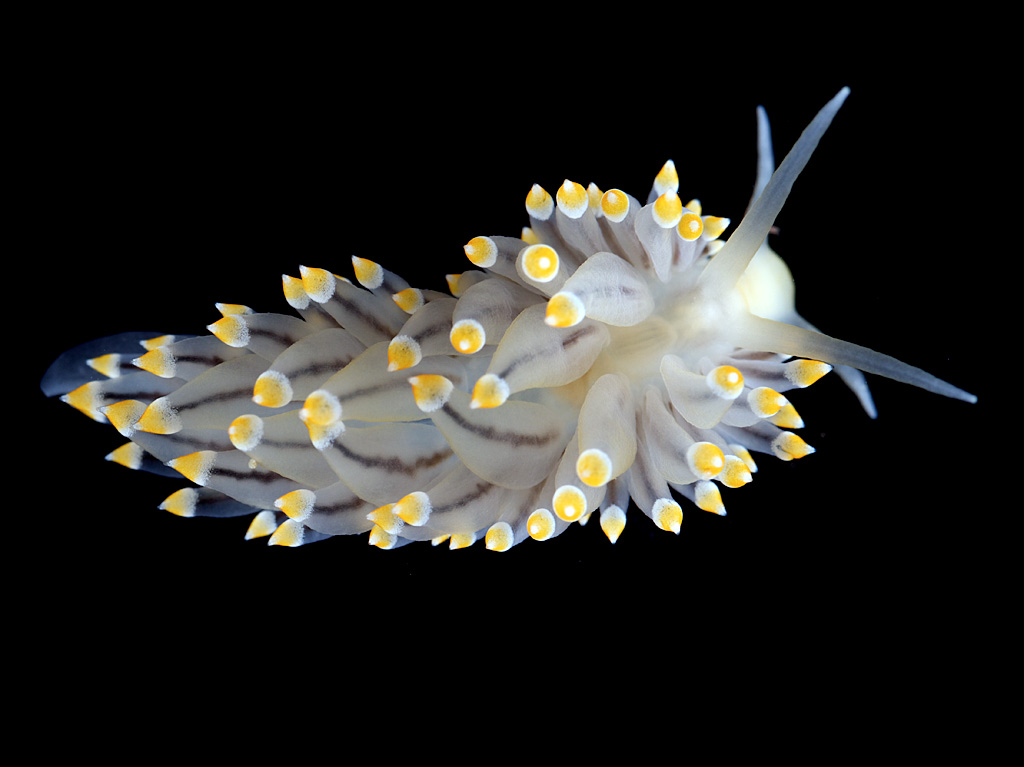
Eubranchus tricolor, un Fionoidea.
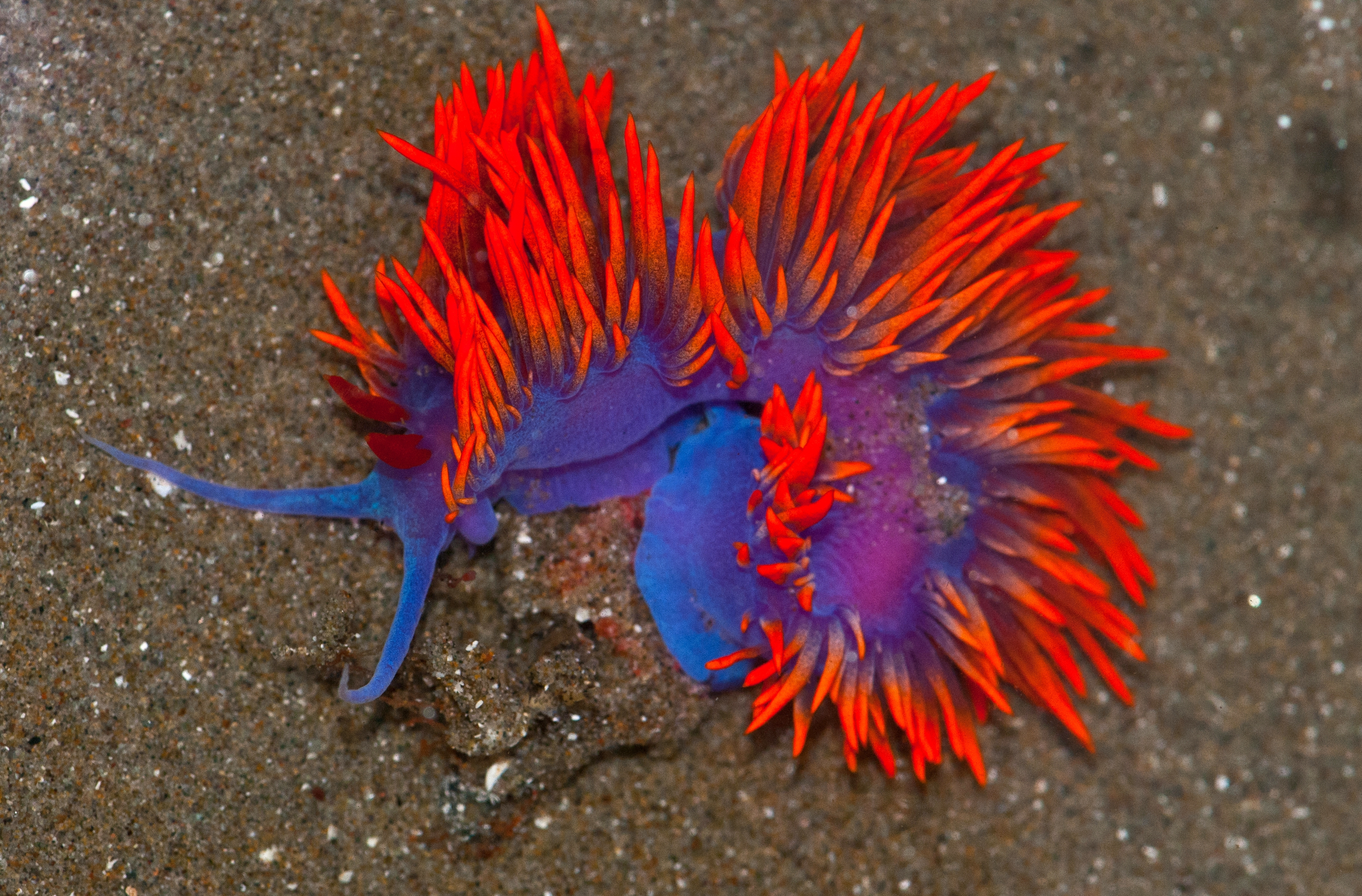
Flabellina iodinea, un Flabellinoidea.
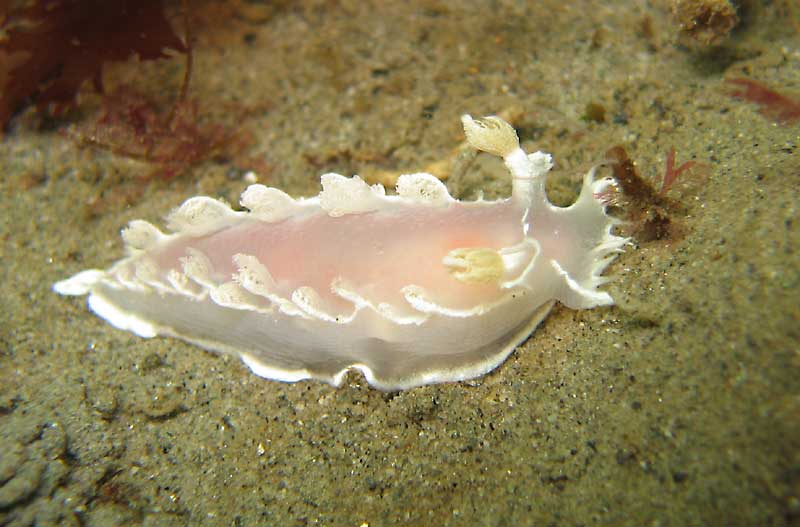
Tritonia festiva, un Tritonioidea.
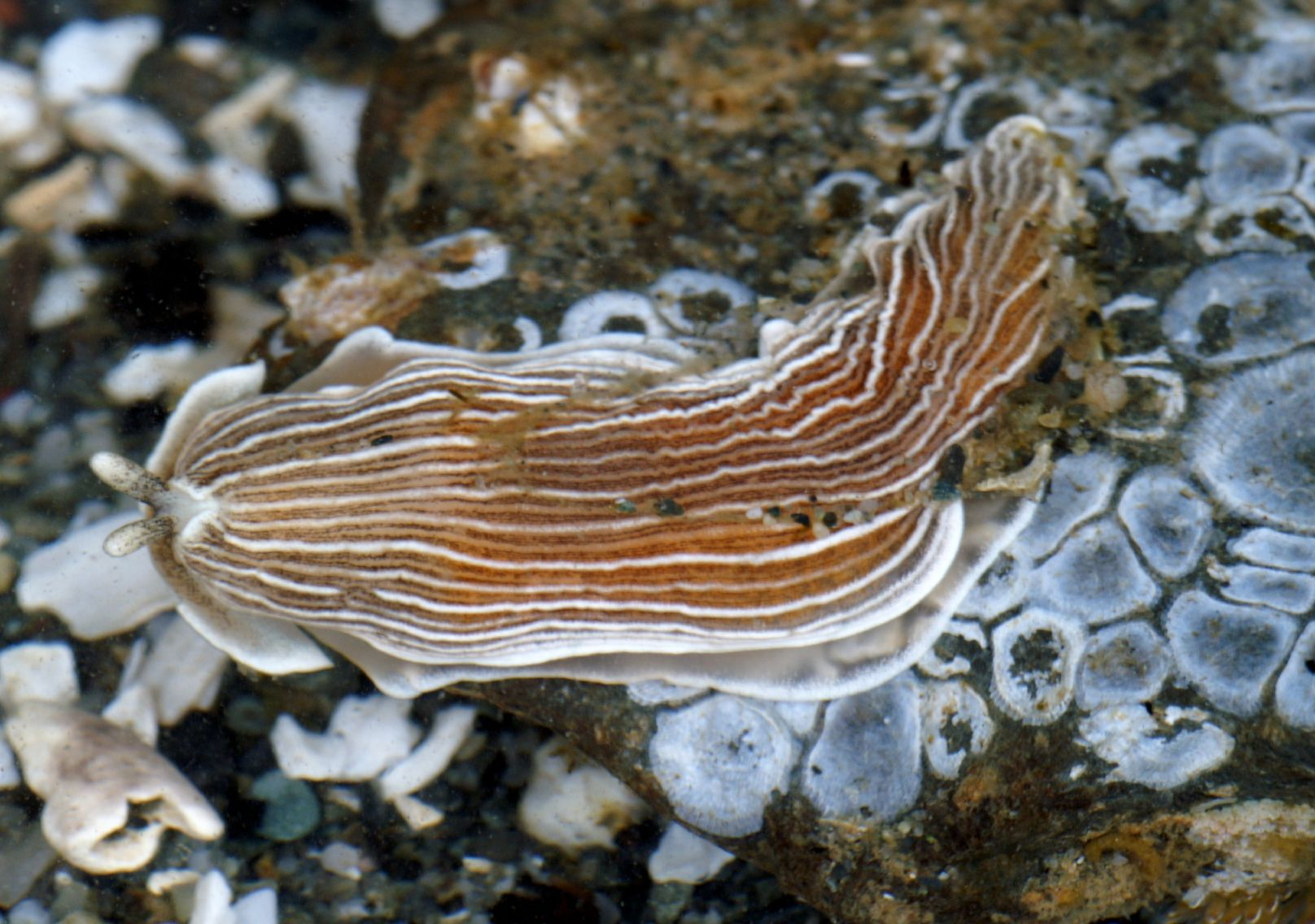
Armina californica, un Arminoidea.
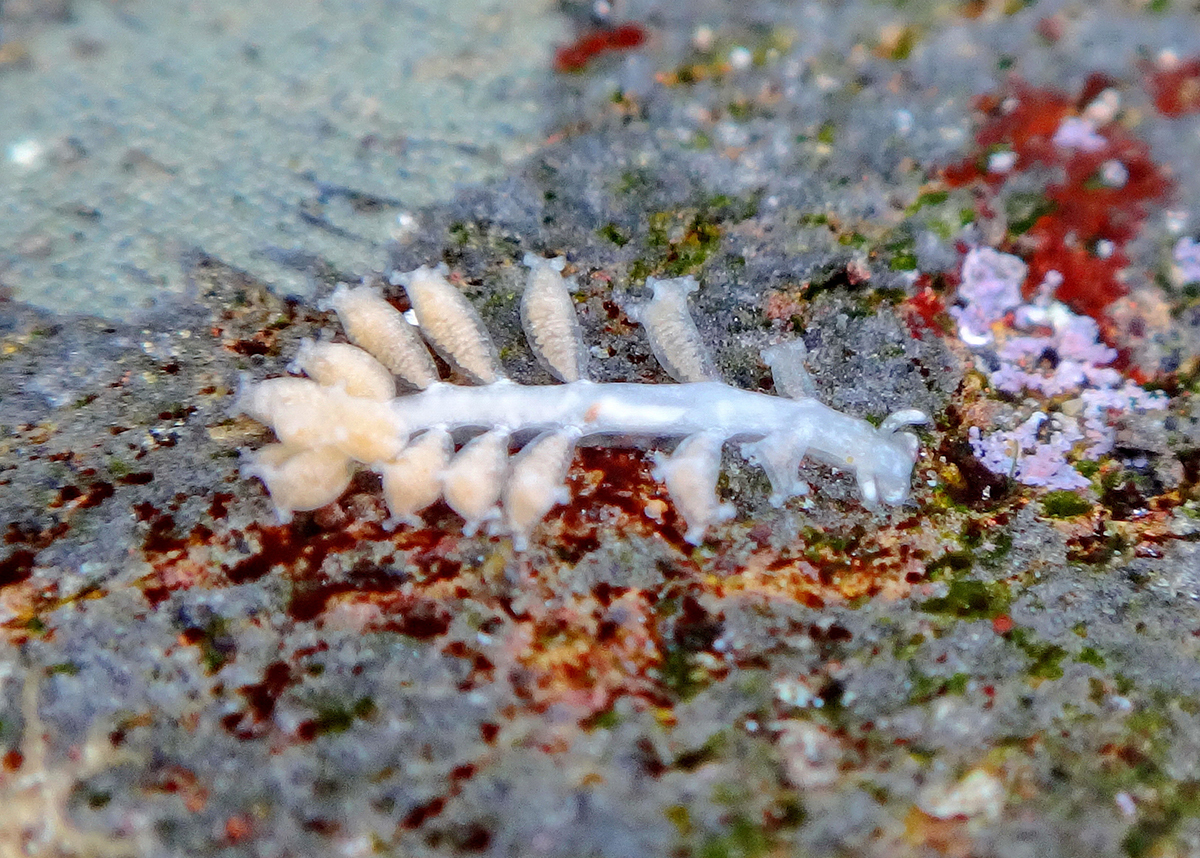
Embletonia gracilis, un Embletonidae (sans infra-ordre attribué).
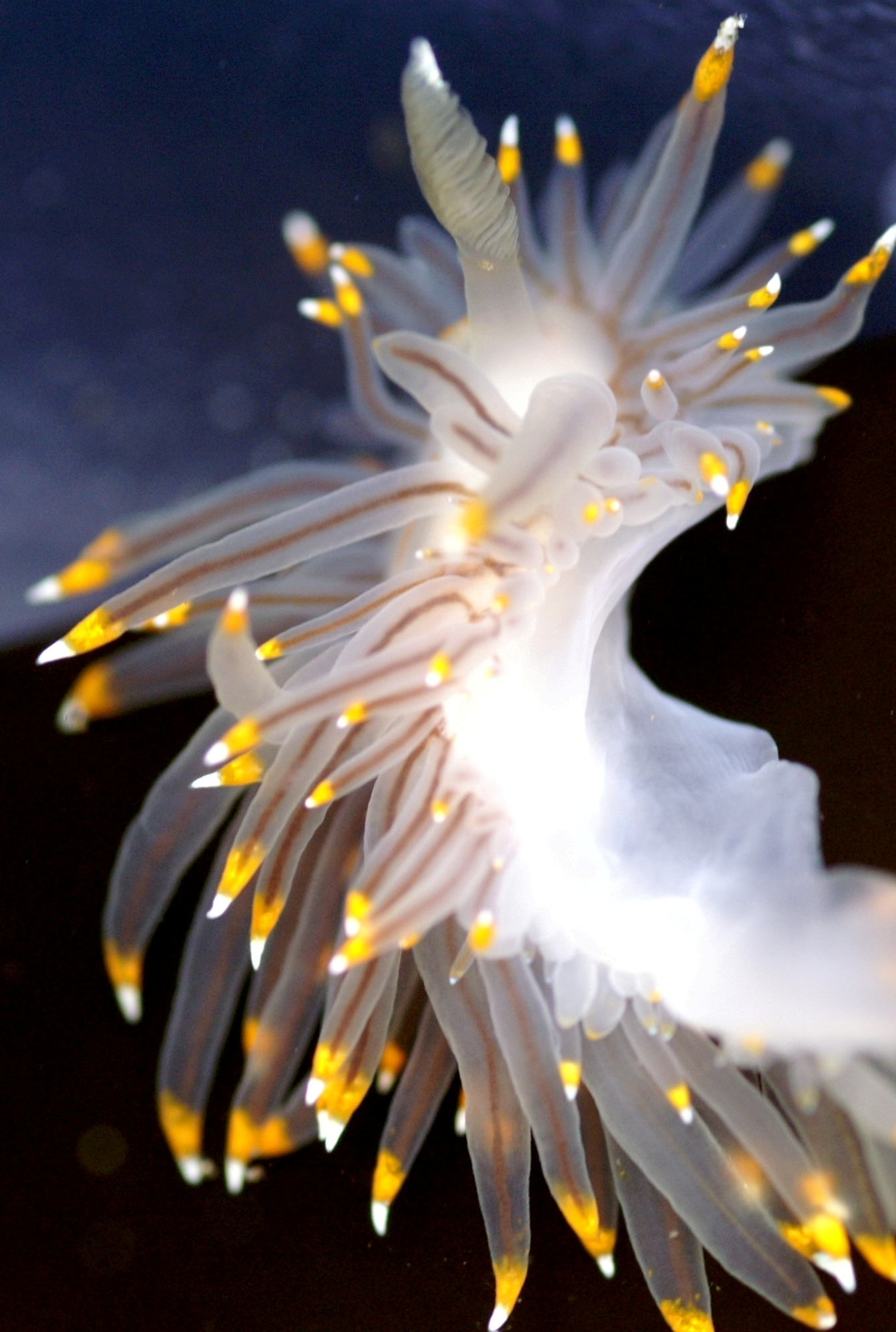
Janolus fuscus, un Proctonotidae (sans infra-ordre attribué).